# Aufschreibesystem
Aufschreibesystem ist ein medientheoretischer Terminus, den Friedrich Kittler in seiner Habilitationsschrift Aufschreibesysteme 1800/1900 in die Literatur-, Kultur- und Medienwissenschaften eingeführt hat. Mit dem Begriff bezeichnet Kittler „das Netzwerk von Techniken und Institutionen […], die einer gegebenen Kultur die Adressierung, Speicherung und Verarbeitung relevanter Daten erlauben“. Den Begriff entlehnte Kittler aus den Aufzeichnungen des Nervenkranken Daniel Paul Schreber.

## Theoretische Annahmen
Kittlers Aufschreibesysteme erweitern Michel Foucaults Konzept des Diskurses um eine medienhistorische Perspektive. Foucaults Frage nach den Bedingungen, unter denen eine Gesellschaft mögliche Aussagen organisiert und die Grenze des Sag- und Wissbaren absteckt, nähert sich Kittler über die medientechnische Grundlage von Diskursen an. Ihm geht es somit auch um eine „technische Relektüre Foucaults“. Aufschreibesysteme umfassen demzufolge sowohl Medien und Techniken zur Informationsverarbeitung als auch eine Vielzahl kultureller Praktiken, Institutionen und Diskurse, die ein zusammenhängendes Netzwerk bilden. So kann beispielsweise das Speichermedium Schrift in unterschiedlichen Aufschreibesystemen einen je spezifischen Status haben, indem es mit verschiedenen Praktiken, Institutionen und Diskursen verbunden wird.

## Phasen
Mediengenealogisch unterscheidet Kittler dabei vor allem drei Phasen. Die ersten beiden bezeichnet er als Aufschreibesysteme 1800 und 1900, die nachfolgende Phase blieb bei Kittler ohne Namen. In der Forschung ist gelegentlich vom „Aufschreibesystem 2000“ die Rede.

### Aufschreibesystem 1800
Das Aufschreibesystem 1800 wird im späten 18. Jahrhundert etabliert und dauert bis zum Ende des 19. Jahrhunderts. Seine medientechnischen Grundlagen sind der Buchdruck und das Buch als Leitmedium, die um 1800 mit neuen Lese- und Schreibpraktiken verbunden werden. Kittler unterscheidet das Aufschreibesystem 1800 vom Aufschreibesystem der frühneuzeitlichen Gelehrtenrepublik, in der Schrift nur einem kleinen Teil der Gesellschaft zugänglich war.
Charakteristisch sind die typischen Merkmale der Gutenberg-Galaxis wie die Entwicklung der Konzepte von Autorschaft und Urheber, die Herausbildung von Hilfsmitteln wie Adressierung von Büchern durch Nennung des Autors, Ausgestaltung des Titelblatts und  Paginierung sowie Mechanisierung, Standardisierung, Normierung und schließlich beginnende Automatisierung der Prozesse und Verfahren, die Veränderung des Lautlesens zum Stilllesen, das Einsetzen der Bildungsrevolution mit allgemeiner Alphabetisierung, die Veränderung des Denkens hin zu Linearität, die damit verbundene Ausdifferenzierung der Wissenschaften und die Entwicklung der wissenschaftlichen Methodik, die Veränderung der Sprache durch Herausbildung von Nationalsprachen, die wiederum zur Entstehung von Nationalstaaten führten.
Texte und Partituren bilden die einzigen verfügbaren Zeitspeicher.
Charakteristisches und prägendes Merkmal des Aufschreibesystems 1800 im Speziellen ist das alphabetische Monopol mit der Autorität der Autorschaft, prägenden Persönlichkeiten wie dem „Dichterfürsten“ Goethe, die Paarung von Schöpfernarzissmus und Lesergehorsam und der Relektüre.

### Aufschreibesystem 1900
Partielle Medienverbünde ab Anfang des 20. Jahrhunderts mit den „technischen Urmedien“ wie Phonograph und Grammophon, Kinetoskop bzw. Film sowie der Typewriter bzw. die Schreibmaschine und später Fernsehen, Radio, Tonband und Post charakterisieren das Aufschreibesystem 1900. Das alphabetische Monopol wird gebrochen, prägende Wissenschaftszweige sind die Psychophysik, Psychotechnik und die Physiologie, die auch die ersten errechneten Bilder hervorbringt.
Die erstmals mögliche Speicherung von Schrift, Bild und Ton leitet das Ende der Gutenberg-Galaxis ein, das bei anderen Medientheoretikern etwas später angesetzt und beispielsweise als McLuhan-Galaxis (Manuel Castells) oder – mit einem noch späteren Beginn – als Turing-Galaxis (Volker Grassmuck, Wolfgang Coy) bezeichnet wird.

### Aufschreibesystem 2000
Das mögliche Nachfolgestadium ist der „totale Medienverbund auf Digitalbasis“; durch die Digitalisierung werden beliebige Manipulationen der Datenflüsse wie Modulation, Transformation, Synchronisation, Verzögerung, Speicherung, Umtastung, Scrambling, Scanning und Mapping möglich.
Der Computer wird zum alles integrierenden Leitmedium: „Statt Techniken an Leute anzuschließen, läuft das absolute Wissen als Endlosschleife.“ Alle Medien der Neuzeit implodieren im Computer. Es kommt zur universalen Medienkonvergenz.